# Юрійчук Микола Якович
Юрійчук Микола Якович (нар.1 вересня 1937 — 30 листопада 1997) — український поет-пісняр, автор відомої пісні «Черемшина».

## Життєпис
Народився в м. Вашківці, тепер Вижницького району Чернівецької області, у бідній селянській родині. Крім Миколи, в родині було ще три сини — найстарший Юрій, Іван та наймолодший Ярослав. Батько Яків Юрійович загинув у ІІ світову війну. Мати Іхтима Іллівна працювала в колгоспі.
Навчався у Вашківцях (1947—1954), після школи закінчив курси майстрів-будівельників у Львові (1954—1956).
У 1956—1957 рр. будував Чернівецьку комсомольську шахту на Донбасі, де отримав виробничу травму.
У 1957 році служив в лавах Радянської Армії і був комісований через слабке здоров'я.
У 1958—1964 рр. працював у Казахстані на Джезказганських копальнях, звідки повернувся інвалідом ІІ групи. Кілька разів виїжджав на сезонні роботи, працюючи будівельником, до Архангельської області.
5 травня 1967 р. одружився, його дружиною стала дівчина Галина. 14 серпня того ж року у молодого подружжя народився перший син Євгеній, у 1972 — дочка Оксана, у 1977 р. — син Юрій.
У 1991 р. був обраний головою Вашківецького осередку Народного Руху України. Водночас з політичною діяльністю, займався творчістю. Співавтор славнозвісної «Черемшини» (1965), «Смерічок», «Оксани» (1966). Відомі його поезії «Батьківщина» (1981), «Кінець»(1985), «Перед матір'ю і храмом стаю на коліна» (1990), «Ви мене запросили в цю осінь» (1991), «Чума» (1991). У передостанні дні свого життя, прикутий до ліжка тяжкою хворобою, знищив майже всі свої рукописи — більше 100 віршів, які ніколи не друкувалися.
Помер 30 листопада 1997 р.
У 2001 р. Вашківецька міська рада присвоїла йому звання «Почесного громадянина міста Вашківці» (посмертно).
У 2021 р. у Вашківцях відкрили пам'ятник Юрійчуку (скульптор Володимир Римар).

## Творчість
Написав близько 100 віршів. На слова Миколи Юрійчука створена пісня «Черемшина». Автор музики — Василь Михайлюк.